# کوزنتسوو (سرزمین آلتای)
کوزنتسوو (به لاتین: Kuznetsovo) یک منطقهٔ مسکونی در روسیه است که در سرزمین آلتای واقع شده‌است.